# Oxygaster pointoni
Oxygaster pointoni är en fiskart som först beskrevs av Fowler, 1934.  Oxygaster pointoni ingår i släktet Oxygaster och familjen karpfiskar. IUCN kategoriserar arten globalt som sårbar. Inga underarter finns listade i Catalogue of Life.